# Blood (serial telewizyjny)
Blood (kor.: 블러드, MOCT: Beulleodeu) – południowokoreański serial telewizyjny, w którym główne role odgrywają Ahn Jae-hyun, Ji Jin-hee, Ku Hye-sun oraz Son Soo-hyun. Emitowany był na kanale KBS2 od 16 lutego do 21 kwietnia 2015 roku w każdy poniedziałek i wtorek o 22:00.

## Obsada

### Główna
- Ahn Jae-hyun jako Park Ji-sang
  - Baek Seung-hwan jako Park Ji-sang (dziecko)
- Ji Jin-hee jako Lee Jae-wook
- Ku Hye-sun jako Yoo Ri-ta/Yoo Chae-eun
  - Jung Chan-bi jako Yoo Chae-eun (dziecko)
- Son Soo-hyun jako Min Ga-yeon

### Postacie drugoplanowe
- Jung Hae-in jako Joo Hyun-woo
- Jung Hye-sung jako Choi Soo-eun
- Jin Kyung jako Choi Kyung-in
- Ryu Soo-young jako Park Hyun-seo
- Park Joo-mi jako Han Sun-young
- Kim Kap-soo jako Yoo Seok-joo
- Son Sook jako Sylvia Ahn
- Park Tae-in jako Seo Hye-ri
- Kwon Hyun-sang jako Nam Chul-hoon
- Lee Ji-hoon jako J
- Kim Yu-seok jako Jung Ji-tae
- Jo Jae-yoon jako Woo Il-nam
- Jung Suk-yong jako Lee Ho-yong
- Gong Jung-hwan jako Gerard Kim
- Park Jun-myun jako Lee Young-joo

## Nagrody i nominacje
| Rok  | Ceremonia        | Kategoria                                                         | Nominowany                   | Rezultat  |
| ---- | ---------------- | ----------------------------------------------------------------- | ---------------------------- | --------- |
| 2015 | KBS Drama Awards | Nagroda doskonałości, aktor w dramacie średniej długości          | Ahn Jae-hyun                 | nominacja |
| 2015 | KBS Drama Awards | Nagroda doskonałości, aktor w dramacie średniej długości          | Ji Jin-hee                   | nominacja |
| 2015 | KBS Drama Awards | Nagroda doskonałości, aktorka w dramacie średniej długości        | Ku Hye-sun                   | nominacja |
| 2015 | KBS Drama Awards | Nagroda dla najlepszej pary                                       | Ahn Jae-hyun oraz Ku Hye-sun | nominacja |
| 2015 | KBS Drama Awards | Nagroda za najlepszy dramat, dramat w kategorii średniej długości | Blood                        | nominacja |